# Hammer to Fall
A Hammer to Fall a nyolcadik dal a brit Queen rockegyüttes 1984-es The Works albumáról. A szerzője Brian May gitáros volt.
Alapvetően a gyermekkori hidegháborús emlékei ihlették – külön kiemelve az 1962-es kubai rakétaválságot –, de szintén kapcsolódott az 1980-as évek hidegháborús helyzetéhez, az amerikai kormányzattal való elégedetlenségéhez, és az atomháborútól való félelméhez.  Az egyéb inspirációiról így írt 2004-ben a weboldalán: „az életről és a halálról szól, és hogy tudatában kell lenni annak, hogy a halál az élet része. Azt hiszem a Godot-ra várva inspirálta – bár egy csomó más dolog is közrejátszott… Egy szimbólum arra, hogy a Grim Reaper teszi a dolgát. […] az utolsó versszak? Ez nagyon személyes jellegű dolog – a gombafelhő réme abszolút valóságosan része volt a gyermekkoromnak… folyamatosan azt hallottuk, hogy meg fog történni, és el kell rejtőznünk valahol, ha a négyperces figyelmeztetés érkezik […] És hogy ne nézzünk bele a robbanásba! Mintha lett volna választásunk…”
A dalnak 4/4-es az üteme, A dúrban íródott, és közepesen gyors, percenként 128-as a ritmusa. A kemény, rockos felvételen a dob és a gitár dominál, de Fred Mandel feljátszott egy kis kiegészítő szintetizátorszólamot is.
1984. szeptember 10-én kislemezen is megjelent, Angliában a tizenharmadik helyet érte el a slágerlistán. Eredetileg egy koncertfelvételből származó fénykép szerepelt volna a borítón, ahol az együttes a koncertek fénytechnikájával megvilágítva látható, de későbbi kiadásokon elvetették ezt az ötletet, nehogy azt higgyék, hogy koncert kislemezről van szó. A kritikusok jókat írtak róla, a Melody Maker szerint „egy nagyon jó pop rock dal”, a Kerrang! szerint „Brian May visszahangolta a Queent a rock hullámhosszára, és átváltott az 1976 előtti korszak híres emlékeire”. A Rolling Stone kritikusa „mennydörgő Led Zeppelin-szerűségnek” nevezte.
A videóklipjét David Mallet rendezte, amelyet egész egyszerűen az 1984. augusztus 25-én, a brüsszeli Forét Nationale-ben adott koncertjükből vágtak össze. 1984 és 1986 között minden koncertjükön játszották, az együttes a Live Aid koncerten előadott műsorának is része volt. Az 1992-es Freddie Mercury emlékkoncerten Gary Cherone énekelte, és Tony Iommi ritmusgitározott.  Az 1990-es években May a szólókoncertjein is játszotta, és a Queen + Paul Rodgers koncerteken is elhangzott. Felkerült a Greatest Hits II és Classic Queen válogatásalbumokra, valamint a Live Magic, Live at Wembley ’86 és Return of the Champions koncertalbumokra.

## Közreműködők
- Freddie Mercury: ének, vokál
- Roger Taylor: dob, vokál
- John Deacon: basszusgitár
- Brian May: elektromos gitár, vokál
- Fred Mandel: szintetizátor

## Kiadás és helyezések
7" kislemez (EMI QUEEN 4, Anglia)
1. Hammer to Fall – 3:40
2. Tear It Up – 3:28

7" kislemez (Capitol B-5424, Amerika)
1. Hammer to Fall (Headbanger's Mix) – 5:25
2. Tear It Up – 3:28

12": (EMI 12 QUEEN 4, Anglia)
1. Hammer to Fall (extended) – 5:22
2. Tear It Up – 3:28

12": (Capitol SPRO-9271/6, Amerika)
1. Hammer to Fall (extended) – 5:22
2. Hammer to Fall (extended edit)

| Év   | Lista              | Helyezés |
| ---- | ------------------ | -------- |
| 1984 | Brit kislemezlista | 13       |
| 1984 | Ír slágerlista     | 10       |